# Regra 34
Regra 34 é uma máxima da Internet que afirma que a pornografia na Internet existe em todos os tópicos concebíveis. O conceito é comumente descrito como arte de fãs de assuntos normalmente não eróticos envolvidos em comportamento sexualizado.
Muitos desses conteúdos contêm personagens de séries de TV (na maioria desenhos animados e animes), videogames, histórias em quadrinhos, entre outros, com cenas envolvendo sexo explícito ou fetiches como: podolatria, coprofilia, urofilia e etc. (que são popularmente conhecidos não apenas na Regra 34, e sim boa parte dos usuários do DeviantArt).

## Variações
A regra original foi reformulada e reiterada à medida que se tornou viral na web. Algumas permutações comuns omitem o original "Sem exceções".
- "Regra 34: Existe pornografia disso."[carece de fontes?]
- "Regra 34: Se existe, existe pornografia dele."[carece de fontes?]
- "Regra 34: Se existe, há pornografia na Internet dele."[carece de fontes?]
- "Regra 34: Se você pode imaginar, existe como pornografia na Internet."[3]
- "Regra 34: Se existir, há um subreddit dedicado a ele."[3]

## Corolários
- "Regra 35: A exceção à Regra 34 é a citação da Regra 34.[4]
- "Regra 35: Se não houver pornografia, ela será feita.[5]
- "Regra 35: Sempre haverá mais merda do que você acabou de ver.[3]